# نقشه شناخت فازی
یک نقشه (نگاشت ) شناختی فازی (به انگلیسی: Fuzzy Cognitive Map) نگاشتی است که در آن رابطهٔ «عضوی» از عناصر (مثلاً مفاهیم، حوادث، منابع پروژه) یک «چشم‌انداز ذهنی» برای محاسبه «قدرت اثر» این عناصر استفاده می‌شود. نقشه‌های شناختی فازی توسط بارت کوزو معرفی شد. رون اکسلرد نقشه‌های شناختی را به صورت روش رسمی برای نشان دادن دانش علمی اجتماعی و مدلسازی تصمیم‌گیری در سیستم‌های اجتماعی و سیاسی معرفی کرد و سپس منطق فازی محاسباتی را ایجاد کرد. همچنین در این روش از دو نرم افزار FCMapper و pajek نیز استفاده می شود.  بحث فازی بودن به این دلیل به این روش نسبت داده شده است که از درجه عضویت بین 0 تا 1 استفاده می کند این مفهوم در وبسایت صنایع 20 به نشانی https://Sanaye20.ir/fcm به صورت کامل آورده شده است. پس در این روش عملا از اعداد فازی استفاده نمی شود بلکه از مفهوم درجه عضویت فازی استفاده می شود. پس در این روش عملا از اعداد فازی استفاده نمی شود بلکه از مفهوم درجه عضویت فازی استفاده می شود.

## جزئیات
نگاشت شناخت فازی با دیاگرامهای فازی بیان می‌شود و در نگاه اول ممکن است شبیه نمودار هسه به نظر بیاید ولی متفاوت هستند. صفحات گسترده یا جداول برای نگاشت FCMها به ماتریس برای محاسبات بیشتر مورد استفاده قرار می‌گیرند. FCM یک تکنیک است که برای کسب دانش و بازپرداخت دانش علمی استفاده می‌شود، از فرایند استدلال دانش سببی پشتیبانی می‌کند و متعلق به سیستم فازی عصبی است که هدف آن حل مسائل تصمیم‌گیری، مدل‌سازی و شبیه‌سازی سیستم‌های پیچیده است. الگوریتم‌های یادگیری برای آموزش و به روز رسانی وزن‌های FCM بیشتر بر اساس ایده‌های حاصل از زمینهٔ شبکه‌های عصبی مصنوعی پیشنهاد شده‌است. روش‌های سازگاری و یادگیری برای تطبیق مدل FCM و تنظیم وزن آن استفاده می‌شوند. کوسکو و دیکرسون (Dickerson & Kosko، ۱۹۹۴) یادگیری افتراقی (DHL) را برای آموزش FCM پیشنهاد کردند. الگوریتم‌های پیشنهادی مبتنی بر الگوریتم اولیه Hebbian وجود دارد؛ الگوریتم‌های دیگر در زمینه الگوریتم‌های ژنتیکی، هوش مصنوعی و محاسبات تکاملی است. الگوریتم‌های یادگیری که برای غلبه بر کاستی‌هایی که در FCM سنتی وجود دارد به کار می‌رود مانند کاهش مداخلهٔ انسانی توسط کاندیداهای پیشنهاد شده خودکار FCM؛ یا با فعال کردن تنها مفاهیم مرتبط در هر بار اجرا یا با ایجاد مدل‌های شفافتر و پویاتر.
نگاشت شناختی فازی (FCMs) با توجه به توانایی آنها در ارائه دانش ساختاری و مدل‌های پیچیده در زمینه‌های مختلف، علاقه بسیاری به تحقیقات فراوان در این زمینه را به خود جلب کرده‌اند. این علاقه رو به رشد منجر به نیاز به پیشرفت و ایجاد مدل‌های قابل اطمینان تر می‌شود که می‌توانند وضعیت واقعی را بهتر نشان دهند. اولین کاربرد ساده FCMها در کتاب ویلیام تیلور توصیف شده‌است، جایی که جنگ در افغانستان و عراق مورد تحلیل قرار گرفته‌است. در کتاب «تفکر فازی» بارت کاشکو، چندین نمودار هسه کاربرد FCM را نشان می‌دهد. به عنوان مثال، یکی از FCMها به نقل از راد تابر، ۱۱ عامل از بازار مواد مخدر آمریکا و روابط بین این عوامل را توصیف می‌کند. برای محاسبات، تیلور از منطق دوزبانه استفاده می‌کند (مقادیر اسکالر از {-۱,-۰٫۵٬۰,+۰٫۵,+۱}). نقشه خاص Taber از منطق سه‌گانه (مقادیر اسکالر از {-۱٬۰، + ۱}) استفاده می‌کند. تابر و همکاران همچنین پویایی نقشه را نشان و در یک مقاله نظریه ای در همگرایی ترکیبی بیان می‌کنند.

## کاربردها
در حالی که برنامه‌های کاربردی در علوم اجتماعی FCM را به عموم معرفی می‌کنند، آنها در طیف وسیعی از برنامه‌های کاربردی استفاده می‌شوند که همه با ایجاد و استفاده از مدل‌های عدم قطعیت و فرایندهای پیچیده و سیستم‌ها مرتبط هستند. مثال‌ها:
- در کسب و کار FCMها می‌توانند برای برنامه‌ریزی محصول[۱۰] و حمایت از تصمیم‌گیری‌ها استفاده شوند[۱۱]
- در اقتصاد، FCM از استفاده از نظریه بازی در تنظیمات پیچیده‌تر حمایت می‌کند.[۱۲]
- در آموزش و پرورش برای مدل‌سازی عوامل موفقیت و بحرانی سیستم‌های مدیریت یادگیری استفاده می‌شود.[۱۳]
- در برنامه‌های پزشکی برای مدل‌سازی سیستم‌ها، تشخیص ارائه می‌دهد[۱۴] و سیستم‌های پشتیبانی تصمیم‌گیری[۱۵][۱۶] و ارزیابی پزشکی را بهبود می‌دهد.
- در مهندسی برای مدل‌سازی و کنترل[۱۷] عمدتاً در سیستم‌های پیچیده[۱۸] و مهندسی قابلیت اطمینان به کار می‌رود.[۱۹]
- در برنامه‌ریزی پروژه FCMها به تجزیه و تحلیل وابستگی متقابل بین منابع پروژه کمک می‌کنند.
- در روباتیک[۶][۲۰] FCM از ماشین آلات پشتیبانی می‌کند تا مدل‌های فازی محیط‌های خود را توسعه دهند و از این مدل‌ها برای تصمیم‌گیری‌های سریع استفاده کنند.
- در یادگیری کمک‌های کامپیوتری FCM کامپیوترها را قادر می‌سازد تا بررسی کنند که آیا دانش آموزان درس‌های خود را درک می‌کنند.[۲۱]
- در سیستم‌های خبره تعداد کم یا زیادی از FCM را می‌توان به یک FCM به منظور پردازش برآوردها از افراد شناخته شده اضافه کرد[۲۲].
- در مدیریت فناوری اطلاعات، یک روش مبتنی بر FCM به مدل‌سازی موفقیت‌آمیز،[۲۳] تحلیل و ارزیابی ریسک[۲۴] سناریوهای فناوری اطلاعات کمک می‌کند.[۲۵]

FCMappers یک انجمن آنلاین بین‌المللی برای تجزیه و تحلیل و تجسم نگاشت شناختی فازی است. FCMappers پشتیبانی برای شروع با FCM و همچنین یک ابزار مبتنی بر مایکروسافت اکسل که قادر به بررسی و تجزیه و تحلیل FCMها است را ارایه می‌دهد. خروجی به عنوان فایل Pajek ذخیره می‌شود و می‌تواند در نرم‌افزار دیگری مانند Pajek, Visone و غیره نمایش یابد. ابزارهای اضافی FCM نیز به تازگی به عنوان یک ابزار پشتیبانی تصمیم برای استفاده در تحقیقات علوم اجتماعی، تصمیم‌گیری مشترک و برنامه‌ریزی منابع طبیعی توسعه داده شده‌است.

## نگاشت شناخت فازی دو قطبی
نگاشت  شناختی فازی به نقشه شناختی فازی دوقطبی بر اساس مجموعه‌های فازی دوقطبی و نگاشت شناختی دوقطبی افزوده شده‌است. نظریه مجموعه فازی دو قطبی به عنوان یک تعمیم مبتنی بر مجموعه‌های فازی با استفاده از آن شناخته می‌شود.

## صفحات مرتبط
سامانه پویا
محاسبات نرم
Causal model
Causal loop diagram